# Prosoplus hebridarum
Prosoplus hebridarum là một loài bọ cánh cứng trong họ Cerambycidae.